# Jurinella major
Jurinella major är en tvåvingeart som beskrevs av Charles Howard Curran 1925. Jurinella major ingår i släktet Jurinella och familjen parasitflugor. Inga underarter finns listade i Catalogue of Life.